# Robert Graves
Robert von Ranke Graves (Wimbledon, 24 de julio de 1895 - Deyá, Baleares, 7 de diciembre de 1985) fue un escritor y erudito británico asentado en España. Popular por novelas históricas llevadas a la televisión como Yo, Claudio  (1934), además de poeta ha destacado como investigador de los mitos griegos y la figura de La diosa blanca (1948). Es padre de la escritora y traductora Lucía Graves.

## Biografía

### Primeros años
Graves nació en el seno de una familia de clase media en Wimbledon, por entonces parte de Surrey y en la actualidad en el sur de Londres. Fue el tercero de los cinco hijos de Alfred Perceval Graves (1846-1931), que era el sexto hijo y el segundo varón de Charles Graves, obispo de Limerick, Ardfert y Aghadoe (Killarney). Su padre era inspector escolar en Irlanda y su madre era la segunda esposa de su padre, Amalie Elisabeth Sophie von Ranke (1857-1951), sobrina del gran historiador alemán Leopold von Ranke (1795-1886), fundador de la historia científica positivista en Alemania y del historicismo.
A la edad de siete años, una doble neumonía tras el sarampión casi acabó con su vida. Fue la primera de las tres veces en que sus médicos casi lo desahuciaron como consecuencia de afecciones pulmonares (la segunda fue a consecuencia de una herida de guerra, y la tercera por contraer la gripe a finales de 1918, inmediatamente antes de la desmovilización). En la escuela, Graves fue inscrito como Robert von Ranke Graves, y en Alemania sus libros se publican con ese nombre, pero antes y durante la Primera Guerra Mundial ese germánico apellido le causó dificultades.
En agosto de 1916, un oficial al que le caía mal difundió el rumor de que era hermano de un espía alemán capturado, que había asumido el nombre de "Karl Graves". El problema resurgió en menor medida en la Segunda Guerra Mundial, cuando un policía rural suspicaz bloqueó su nombramiento para la Policía Especial. El medio hermano mayor de Graves, Philip Graves, alcanzó éxito como periodista y su hermano menor, Charles Patrick Graves, fue escritor y periodista.

### Educación
Graves recibió su educación temprana en una serie de seis escuelas preparatorias, incluyendo King's College School en Wimbledon, Penrallt en Gales, Hillbrow School en Rugby, Rokeby School en Kingston upon Thames y Copthorne Prep School en Sussex, de esta última obtuvo en 1909 una beca para Charterhouse School. Allí empezó a escribir poesía y a boxear, convirtiéndose a su debido tiempo en campeón escolar tanto de peso wélter como de peso medio. Afirmó que esto fue en respuesta a la persecución debido al elemento alemán en su nombre, su franqueza, su seriedad académica y moral, y su pobreza en relación con los otros chicos. También cantaba en el coro, y allí conoció a un chico aristócrata tres años más joven, G. H. "Peter" Johnstone, con el que inició una intensa amistad romántica, cuyo escándalo le llevó finalmente a entrevistarse con el director. Sin embargo, el propio Graves la calificó de "casta y sentimental" y "protohomosexual" y, aunque estaba claramente enamorado de "Peter" (disfrazado con el nombre de "Dick" en su biografía Adiós a todo eso), negó que su relación fuera sexual. Otros contemporáneos le advirtieron sobre la moral de Peter. Entre los maestros, su principal influencia fue George Mallory, quien lo introdujo en la literatura contemporánea y lo llevó a hacer montañismo en las vacaciones. En su último año en Charterhouse, ganó una beca clásica al St John's College de Oxford, pero no ocupó su plaza allí hasta después de la guerra.

### Primera Guerra Mundial
Al estallar la Primera Guerra Mundial en agosto de 1914, Graves se alistó casi inmediatamente, aceptando su nombramiento en el 3.er Batallón de los Fusileros Reales Galeses como subteniente (a prueba) el 12 de agosto. Fue confirmado en su rango el 10 de marzo de 1915,siendo ascendido rápidamente a teniente el 5 de mayo de 1915 y a capitán el 26 de octubre. Enviado al frente, los horrores que presenció en el campo de batalla lo marcaron profundamente. Publicó su primer volumen de poemas, Over the Brazier, en 1916. Se labró una temprana reputación como poeta de guerra y fue uno de los primeros en escribir poemas realistas sobre la experiencia del conflicto en el frente. En años posteriores, omitió sus poemas de guerra de sus colecciones, alegando que eran obviamente "parte del boom de la poesía de guerra". En la Batalla del Somme, resultó gravemente herido por un proyectil que le atravesó el pulmón. Tanto es así que se informó oficialmente de su fallecimiento. A pesar de ello, se recuperó, aunque le quedaron secuelas en los pulmones, y pasó el resto de la guerra en Inglaterra, tratando en vano de reincorporarse al frente.
Uno de los amigos de Graves en esta época era el poeta Siegfried Sassoon, compañero de regimiento. Ambos convalecieron en el Somerville College, Oxford, que se utilizaba como hospital para oficiales. "No es propio de ti mimar mi idea de ir al Ladies College de Oxford", le escribió Sassoon en 1917.
En el Somerville College, Graves conoció y se enamoró de Marjorie, enfermera y pianista profesional, pero dejó de escribirle cuando supo que estaba prometida. Sobre su estancia allí, escribió: "Disfruté de mi estancia en Somerville. El sol brillaba y la disciplina era fácil".
En 1917, Sassoon se rebeló contra la conducción de la guerra haciendo una declaración pública en su contra. Graves temía que Sassoon pudiera enfrentarse a un consejo de guerra e intervino ante las autoridades militares, persuadiéndolas de que Sassoon estaba sufriendo neurosis de guerra y que debían tratarlo en consecuencia. Como resultado, Sassoon fue enviado a Craiglockhart, un hospital militar en Edimburgo, donde fue tratado por el Dr. W. H. R. Rivers y conoció a su compañero paciente Wilfred Owen. Graves también fue tratado allí, ya que también sufrió neurosis de guerra, o neurastenia como se llamaba entonces, pero nunca fue hospitalizado por ello:
Pensé en volver a Francia, pero me di cuenta de lo absurdo de la idea. Desde 1916, el miedo al gas me obsesionaba: cualquier olor extraño, incluso un fuerte y repentino aroma a flores en un jardín, era suficiente para hacerme temblar. Y ahora no podía enfrentarme al sonido de un bombardeo; el ruido de un coche petardeando me hacía caer de bruces o correr para ponerme a cubierto.
La amistad entre Graves y Sassoon está documentada en las cartas y biografías de Graves; la historia se ficcionaliza en la novela de Pat Barker Regeneración. Barker también aborda las experiencias de Graves con la homosexualidad en su juventud; al final de la novela, Graves afirma que sus "afectos han discurrido por cauces más normales" después de que un amigo fuera acusado de "solicitación" con otro hombre. La intensidad de su temprana relación queda demostrada en la colección de Graves Fairies and Fusiliers (1917), que contiene muchos poemas que celebran su amistad. Sassoon observó en ella un "fuerte elemento sexual", una observación respaldada por la naturaleza sentimental de gran parte de la correspondencia que se conserva entre los dos hombres. A través de Sassoon, Graves se hizo amigo de Wilfred Owen, "que a menudo me enviaba poemas desde Francia".
En septiembre de 1917, Graves fue destinado a un batallón de guarnición. Su carrera en el ejército terminó de forma dramática con un incidente que podría haber dado lugar a una acusación de deserción. Habiendo sido destinado a Limerick a finales de 1918, "me desperté con un repentino escalofrío, que reconocí como los primeros síntomas de la gripe de 1918". "Decidí salir corriendo", escribió, "al menos debería tener la gripe en un hospital inglés y no irlandés". Al llegar a la estación londinense de Waterloo con fiebre alta, pero sin los papeles oficiales que le asegurarían su salida del ejército, compartió por casualidad un taxi con un oficial de desmovilización que también regresaba de Irlanda, quien le rellenó los papeles con los códigos secretos necesarios.

## Posguerra

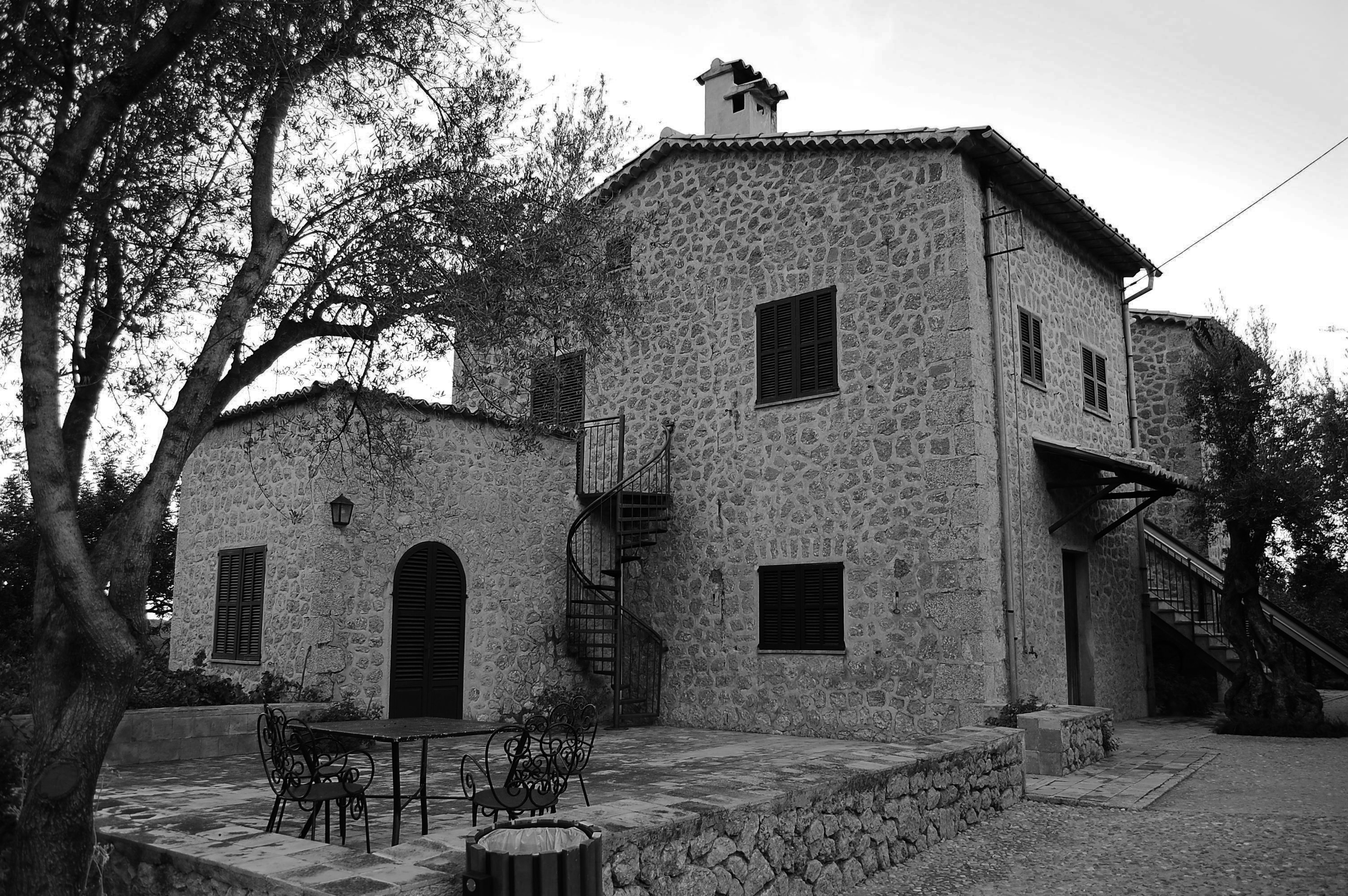
La casa de Robert Graves en Deyá, España.

Inmediatamente después de la guerra, Graves y su esposa, Nancy Nicholson, tenían una familia en crecimiento, pero él se sentía inseguro económicamente y debilitado física y mentalmente:
 Muy delgado, muy nervioso y con unos cuatro años de sueño perdido que recuperar, estaba esperando a recuperarme lo suficiente para ir a Oxford con la beca educativa del Gobierno. Sabía que pasarían años antes de que pudiera enfrentarme a otra cosa que no fuera una tranquila vida en el campo. Mis discapacidades eran muchas: No podía utilizar el teléfono, me sentía mal cada vez que viajaba en tren y ver a más de dos personas nuevas en un solo día me impedía dormir. Me avergonzaba de mí mismo por ser un lastre para Nancy, pero había jurado el mismo día de mi desmovilización no volver a estar a las órdenes de nadie el resto de mi vida. De alguna manera debía vivir escribiendo.
En octubre de 1919, tomó posesión de su plaza en la Universidad de Oxford, cambiando pronto de curso a Lengua y literatura inglesas, aunque consiguiendo conservar su exposición de clásicas. En consideración a su salud, se le permitió vivir a las afueras de Oxford, en Boars Hill, donde los residentes incluían a Robert Bridges, John Masefield (su casero), Edmund Blunden, Gilbert Murray y Robert Nichols. Más tarde, la familia se trasladó a Worlds End Cottage en Collice Street, Islip, Oxfordshire. Su compañero más notable en Oxford fue T. E. Lawrence, entonces Fellow del All Souls', con quien discutía sobre poesía contemporánea y compartía la planificación de elaboradas travesuras. Para entonces, se había convertido en ateo. Su obra formó parte de las competiciones de literatura en la competencia de arte en los Juegos Olímpicos de verano de 1924.
Siendo aún estudiante, abrió una tienda de ultramarinos en las afueras de Oxford, pero el negocio fracasó pronto. También suspendió la BA, pero excepcionalmente se le permitió cursar la B.Litt. por tesina, lo que le permitió dedicarse a la enseñanza. En 1926 ocupó un puesto de profesor de literatura inglesa en la Universidad de El Cairo, acompañado por su esposa, sus hijos y la poetisa Laura Riding. Graves afirmó más tarde que uno de sus alumnos era un joven Gamal Abdel Nasser. Regresó brevemente a Londres, donde se separó de su mujer en circunstancias muy emocionales (en un momento dado, Riding intentó suicidarse) antes de marcharse a vivir con Riding a Deyá, en España. Allí continuaron publicando libros tipográficos bajo la rúbrica de Seizin Press, fundaron y editaron la revista literaria Epilogue y escribieron juntos dos exitosos libros académicos: A Survey of Modernist Poetry (1927) y A Pamphlet Against Anthologies (1928); los cuales tuvieron gran influencia en la crítica literaria moderna, particularmente en el New Criticism.

### Años posteriores
A través de Sassoon, Graves conoció a Wilfred Owen, al que invitó a su boda con Nancy Nicholson en 1918. Tras su matrimonio, Graves se matriculó en la Universidad de Oxford al tiempo que abría una pequeña tienda para mantenerse, pero el negocio terminó en fracaso. En 1926 consiguió un puesto en la Universidad de El Cairo, donde lo acompañaron su esposa, sus hijos y la poetisa Laura Riding.
Con Riding fundó la editorial Seizin Press y publicó dos obras académicas bien acogidas: A Survey of Modernist Poetry (1927) y A Pamphlet Against Anthologies (1928). En 1929 se trasladó con Riding a Deyá, en Mallorca, isla que tuvo que abandonar en 1936 por la guerra civil española.
En 1929 publicó su autobiografía Goodbye to All That (Adiós a todo eso, revisada por él mismo y publicada de nuevo en 1957), obra que tuvo un gran éxito pero le costó muchas de sus amistades. En 1934 publicó su obra más célebre Yo, Claudio, en la que a partir de fuentes clásicas construye un complejo y completo relato de la vida del emperador romano Claudio, historia que prosiguió más tarde con la secuela Claudio, el dios, y su esposa Mesalina, publicada en 1943. También fue autor de novelas históricas de fondo biográfico como El Conde Belisario (1938), en la que relata la vida del general bizantino Belisario o Rey Jesús (1946). Entre sus ensayos abunda el material sobre mitología, y uno de ellos, The White Goddess (La diosa blanca), publicada en 1948, está considerado por algunos como un punto de inflexión en su obra poética y novelística.
En 1939 regresó a Inglaterra, donde comenzó una relación sentimental con Beryl Hodge. Entre los hijos que tuvieron en común, se encuentra la escritora y traductora Lucía Graves.
En 1946, tras el paréntesis de la Segunda Guerra Mundial, volvió a Deyá, localidad en la que contrajo matrimonio con Beryl en 1950 (y que tras su muerte se convertiría en museo). En 1948 publicó La diosa blanca, en la que expone su peculiar visión poética de los mitos. En 1961 fue nombrado profesor de poesía de la Universidad de Oxford, puesto que conservó hasta 1966.

## Obra

### Poesía
- Hadas y fusileros (Fairies and Fusiliers), William Heinemann, Londres, 1917.
- Poemas completos (Collected Poems), Cassell, Londres, 1959.

### Novelas
- Yo, Claudio (I, Claudius), Arthur Barker, Londres, 1934.
- Claudio, el dios, y su esposa Mesalina (Claudius the God and his Wife Messalina), Arthur Barker, Londres, 1935.
- El conde Belisario (Count Belisarius), 1938, Edhasa, 1998 (reeditado).
- El vellocino de oro (The Golden Fleece), Cassell, Londres, 1944.
- Rey Jesús (King Jesus), Creative Age Press, Nueva York, 1946.
- Las islas de la imprudencia (The Isles of Unwisdom), 1949.
- Siete días en Nueva Creta (Seven Days in New Crete), 1949.
- La hija de Homero (Homer's Daughter), Cassell, Londres, 1955.
- La historia de Eliseo y la sunamita, Alianza Editorial, Madrid, 1995.

### No ficción
- Lawrence y los árabes (Lawrence and the Arabs, publicada originalmente en 1927) Publicada también bajo el título Lawrence, rey sin corona de Arabia en numerosas ocasiones.
- Adiós a todo eso (Goodbye to All That: An Autobiography), Jonathan Cape, Londres, 1929. (Edición revisada por el autor: Doubleday, New York, 1957).
- La diosa blanca (The White Goddess. A Historical Grammar of Poetic Myth), Faber & Faber, Londres, 1948.
- Los mitos hebreos (Hebrew Myths. The Book of Genesis), escrito con Raphael Patai, The Trustees of Robert Graves, Londres, 1964.
- Los mitos griegos - 2 volúmenes, (1.ª ed. en 1955) (Greek Myths and Legends), Cassell, Londres, 1968.
- Dioses y héroes de la antigua Grecia, (Greek Gods and Heroes, 1960).

### Traducciones
- Los Rubaiyat (The Rubaiyya't of Omar Khayyam; con Omar Ali-Shah), Cassell, Londres, 1967.

### Otros
- El sello de antigua, 1936.
- Las aventuras del sargento Lamb
- Últimas aventuras del sargento Lamb, 1941.
- Las islas de la imprudencia
- La historia de Mary Powell